# Simppusäikkä
Simppusäikkä är en ö i Finland.   Den ligger i den ekonomiska regionen  Brahestads ekonomiska region  och landskapet Norra Österbotten, i den centrala delen av landet, 500 km norr om huvudstaden Helsingfors. Arean är 0,66 kvadratkilometer.
Terrängen på Simppusäikkä är mycket platt. Den sträcker sig 1,4 kilometer i nord-sydlig riktning, och 1,3 kilometer i öst-västlig riktning.